# Ángeles Santos Torroella
Ángeles Santos Torroella (ur. 7 listopada 1911 w Portbou, zm. 3 października 2013 w Madrycie) – hiszpańska malarka i artysta grafik.

## Życiorys
Ángeles Santos Torroella urodziła się 7 listopada 1911 roku. Rozpoczęła naukę malarstwa w wieku 14 lat. W 1931 roku przedstawiła wystawę indywidualną w Paryżu. W 1933 roku została zaproszona na wystawę do muzeum Carnegie w Pittsburghu. W 2005 roku została odznaczona przez władze Katalonii Krzyżem św. Jerzego (Creu de Sant Jordi).